# Молк
Молк (Молх, финик. 𐤌𐤋𐤊, ивр. מלך‎) — древний обряд человеческого жертвоприношения у западных семитов.

## Открытие обряда молк

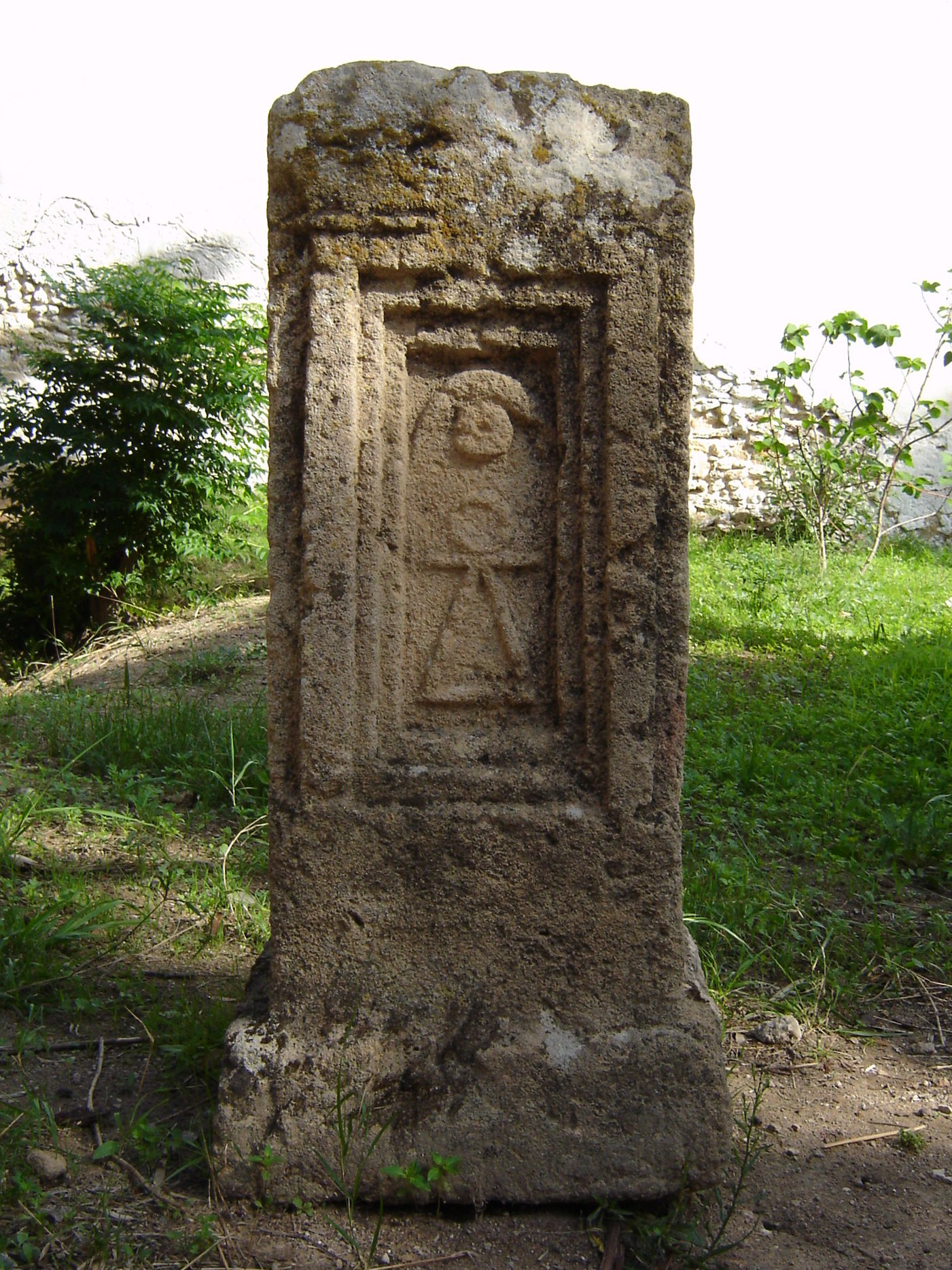
Стела на карфагенском тофете, посвященном Баал-Хаммону и Танит

Распространённый в сиро-палестинском регионе обычай требовал принесения в критической ситуации человеком в жертву своих сыновей (путём сожжения заживо). Этот обряд, называвшийся у финикийцев «молком» (или «молхом»), а у евреев — «молехом», долгое время был известен из текста Библии, но из-за неясности толкования слово mlk в Септуагинте превратилось в имя собственное — Молох (др.-греч. Μολόχ, 3Цар. 11:7), и предполагалось, что детей приносили в жертву некоему богу с таким именем.
Поскольку у семитов, по мнению исследователей, бога по имени Молох не было, это слово сблизили с корнем mlk («царь», ср. древнеарабское божество Малик и одноимённый титул), и попытались отождествить с аммонитским Милькомом (Милхом; 3Цар. 11:5), Мелькартом и даже самим Яхве, которому в доавраамовский период также приносились человеческие жертвы.
В 1935 году немецкий семитолог Отто Эйссфельдт опубликовал ставшую классической работу Molk als Opferbegriff im Punischen und Hebräischen, und das Ende des Gottes Moloch, в которой, на основании изучения пунийских надписей конца первого тысячелетия до н. э. — первых веков н. э., сделал вывод о том, что «молк» является техническим термином, а не именем божества.

## Мнение противников
Ныне эта теория доминирует в ориенталистике и гебраистике, хотя и прежняя точка зрения, освящённая веками традиции, имеет своих поклонников. Отрицание существования божества Молох не получило полной поддержки специалистов.
Мнение тех, кто полагает, что столь развитые цивилизации, как финикийская и карфагенская, не могли совершать человеческих жертвоприношений и были оболганы греческими и римскими писателями, опровергается результатами исследований тофетов из Карфагена, в том числе самого знаменитого из этих полей погребальных урн Саламбо.

## Разновидности обряда
Самые древние надписи со словом mlk обнаружены на двух финикийских стелах VII века до н. э. на Мальте. Это существительное производное от глагола hlk «идти», относившегося к терминологии жертвоприношений ещё веком ранее.
В пунийских надписях слово «молк» используется отдельно или в составе трёх стандартных сочетаний:
- molkadam — «жертвоприношение, совершаемое человеком», сокращение от более длинной формулы mlkdm bšrm btm («жертвоприношение, совершаемое человеком, с радостными песнопениями, за свой счёт»)
- molk bаal — «жертвоприношение, совершаемое господином» (за его счёт)
- molk omor — «жертвоприношение ягнёнка» или «жертвоприношение по обету»

В последнем случае, как полагают, имеется в виду заместительная жертва (после римского завоевания человеческие жертвоприношения были запрещены), примером которой в Библии является агнец из рассказа об Аврааме и Исааке.
На некоторых африканских стелах в связи с этим изображён Сатурн (Баал-Хаммон) с жертвенным ножом в правой руке и бараном в левой, и надписями типа: аgnum рrо agno, anima pro anima, sanguine pro sanguine, vita pro vita («агнец за агнца, душа за душу, кровь за кровь, жизнь за жизнь»).

## Молк у финикийцев
У Евсевия сохранился фрагмент из «Финикийской истории» Филона Библского, который, в свою очередь, цитирует Санхуниатона:

У древних был обычай, по которому во время великих несчастий от опасностей властители городов или народа отдавали самое любимое дитя на заклание карателям-богам — в качестве искупления, вместо всеобщей гибели. Отданные [на заклание] убивались во время мистерий. Так, Крон… когда на страну обрушились величайшие несчастия вследствие войны, украсив царским нарядом (своего сына от нимфы Анобет) и соорудив жертвенник, принес в жертву.— Евсевий Кесарийский. Приготовление к Евангелию. 4, 16
Когда именно в Финикии прекратились человеческие жертвоприношения в точности неизвестно, так как содержимое урн III века до н. э., найденных в Акре, исследовать не удалось. Возможно, они были запрещены после персидского завоевания, так как, по сведениям Юстина, послы Дария I в 491/490 годах до н. э. привезли карфагенянам царский указ с запретом совершать такие жертвоприношения.
По сообщению Курция Руфа, во время осады Тира Александром кое-кто из граждан предложил вернуться к древней практике жертвоприношений сыновей знати Сатурну, но городской совет это предложение отклонил. Исходя из этого, можно предположить, что к эпохе эллинизма молк уже был пережитком, хотя и не совсем забытым. Следует также отметить, что прямых археологических свидетельств из самой Финикии о детских жертвоприношениях нет.

## Молк у пунийцев
В Карфагене жертвы по этому обряду приносились божественной паре Баал-Хаммону и Танит.
В Карфаген, как считается, эту практику завезли из Тира с новой волной переселенцев, а до того времени пунийцы человеческих жертвоприношений не практиковали. Лишь с первой четверти VII века до н. э. тофеты наполняются пеплом сожжённых детей. По сообщению Юстина, в VI веке до н. э. после поражения Малха на Сардинии и моровой язвы пунийцы прибегли к человеческим жертвам, и археология подтверждает, что к тому времени это уже стало обычной практикой.
В Карфагене в основном приносили в жертву детей из знатных семей (одно из крупнейших жертвоприношений Баал-Хаммону было совершено в 310 до н. э.), но также могли использовать для этого военнопленных.

## Молк в Палестине
Согласно Библии, Меша, царь Моава, «взял (…) сына своего первенца, которому следовало царствовать вместо него, и вознес его во всесожжение на стене», чтобы добиться победы над иудеями, и ему это удалось, так как «это произвело большое негодование в Израильтянах, и они отступили от него и возвратились в свою землю».
У самих иудеев человеческие жертвоприношения были запрещены ещё во времена Моисея («из детей твоих не отдавай на служение Молоху и не бесчести имени Бога твоего»; «не должен находиться у тебя проводящий сына своего или дочь свою чрез огонь»), а царь Иосия разрушил тофеты, однако в качестве пережитка сохранялись ещё довольно долго (цари-отступники Ахаз и Манассия).
Иеремия в очередной раз напоминал иудеям о недопустимости подобной практики:

Устроили капища Ваалу в долине сыновей Енномовых, чтобы проводить через огонь сыновей своих и дочерей своих в честь Молоху, чего Я не повелевал им.— Иеремия. 32, 35
Упомянутый в этом стихе тофет в долине Хинном был местом отправления обрядов молк в Палестине, а само имя долины стало позднее нарицательным для адского пламени (геенна).

## Жертва первенца
Несколько царских надписей и частных контрактов, обнаруженных в Верхней Месопотамии, содержат в числе условий возможность принесения в качестве искупительной жертвы первенца (сына или дочери). Э. Липинский, заинтересовавшийся этим вопросом, цитировал отрывок из «Вавилонской теодицеи», где разъяснялось, почему божеству угодно получать в жертву первенцев:

 

Отпрыск (их) первый у всех не[ладен]:

Первый телёнок мал у коровы,

Приплод её поздний — вдвое больше;

Первый ребенок дурачком родится,

Второму прозванье — Сильный, Смелый.

Видят, (да) не поймут божью премудрость люди!

— Вавилонская теодицея, 259—264
Из этого текста следует, что отнимая жизнь первенца, божество даже оказывает благодеяние человеку. В Библии содержится недвусмысленное указание на этот счёт:

Отдавай Мне первенца из сынов твоих; то же делай с волом твоим и с овцою твоею (и с ослом твоим). Семь дней пусть они будут при матери своей, а в восьмой день отдавай их Мне.— Исход. 22, 29—30
Как полагают исследователи, это установление, явно противоречащее запрету человеческих жертв, попало в Ветхий Завет из культовой практики Ханаана.

## Общие выводы
Греки и римляне считали молк «проявлением бесчеловечной свирепости» финикийцев, но были не совсем правы, так как принесение в жертву сына «было подвигом благочестия, совершавшимся во имя бога и, как правило, ради блага народа».